# دوروثي موريسون (ممثلة)
دوروثي موريسون (بالإنجليزية: Dorothy Morrison)‏ هي ممثلة أمريكية، ولدت في 3 يناير 1919 في لوس أنجلوس في الولايات المتحدة، وتوفيت في 18 أكتوبر 2017.

## وصلات خارجية
- دوروثي موريسون على موقع IMDb (الإنجليزية)
- دوروثي موريسون على موقع أول موفي (الإنجليزية)
- دوروثي موريسون على موقع قاعدة بيانات برودواي على الإنترنت (الإنجليزية)
- دوروثي موريسون على موقع كينوبويسك (الروسية)